# Гере (город)
Гере́ (фр. Guéret, окс. Garait) — коммуна во Франции, находится в регионе Новая Аквитания. Департамент коммуны — Крёз. Входит в состав кантона 98. Округ коммуны — Гере.
Код INSEE коммуны — 23096.

## Население
Население коммуны на 2010 год составляло 13 573 человека.
| 1962   | 1968   | 1975   | 1982   | 1990   | 1999   | 2010   |
| ------ | ------ | ------ | ------ | ------ | ------ | ------ |
| 11 384 | 12 849 | 14 855 | 15 720 | 14 706 | 14 114 | 13 573 |

## Экономика
В 2010 году среди 8958 человек трудоспособного возраста (15—64 лет) 6341 были экономически активными, 2617 — неактивными (показатель активности — 70,8 %, в 1999 году было 72,7 %). Из 6341 активного жителя работали 5493 человека (2660 мужчин и 2833 женщины), безработных было 848 (460 мужчин и 388 женщин). Среди 2617 неактивных 916 человек были учениками или студентами, 959 — пенсионерами, 742 были неактивными по другим причинам.

## Известные уроженцы и жители
- Марсель Жуандо (1888—1979) — французский прозаик-модернист.